# Mosh (chanson)
Pour les articles homonymes, voir Mosh (homonymie).
Mosh est une chanson écrite par Eminem au début de l'année 2004, sortie pendant la campagne électorale pour la présidence des États-Unis. Elle est tirée de l'album Encore sorti en novembre 2004. 
Ce titre s'attaque ouvertement au président George W. Bush ( « Soulevons-nous [...] afin de désarmer cette arme de destruction massive que nous appelons notre président » ) et à sa décision d'aller faire la guerre en Irak, tout en mettant aussi en cause les citoyens américains et le gouvernement en général, accusés d'avoir leur part de responsabilité dans la montée en puissance de ben Laden ( « Peut-être est-ce Dieu qui nous fait savoir que nous sommes responsables de ce monstre / Ce lâche que nous avons rendu puissant » ).

## Accueil critique

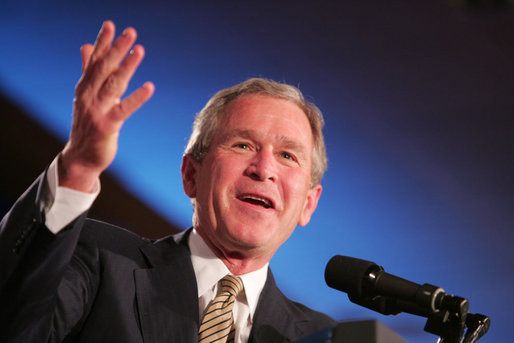
Eminem créa la chanson Mosh peu avant les élections présidentielles de 2004 pour dénoncer le régime de George W. Bush.

Le journaliste américain Stephen Thomas Erlewine a mis en valeur la chanson. Le site internet Entertainment Weekly a quant à lui un avis plus mitigé. Ils affirment: «Mosh n'est rien de plus que le cri de protestation du rappeur blanc préféré des États-Unis. On assiste à un retour au premier plan des chansons protestataires cette année, mais aucune n'est transcendante. Eminem reste très narcissique et derrière cet appel au vote se cache certainement un calcul carriériste». Le magazine DX salue quant à lui la prise de position politique d'Eminem. Pitchfork dresse une critique mitigé qualifiant la chanson de «malheureusement laborieuse». NME tient des propos beaucoup plus positif: «Et puis il y a Mosh. Ah cette chanson. Si Encore s'avère être un bon album, Mosh en est l'apothéose, cet assaut contre le régime de George W. Bush. Eminem rappe avec une rage et des attaques percutantes durant ces cinq minutes. Vous pourriez dire que cela n'est pas une révolution pour Eminem, lui qui est habitué aux controverses et aux propos anti-sociaux, mais Mosh en est une. Lorsqu'il dit: "If it rains, let it rain/ Yeah, the wetter the better/ They ain’t gonna stop us, they can’t/ We’re stronger now more than ever", il le rappe avec une telle hargne qu'il ferait passer Rage Against the Machine pour Belle et Sébastien». Ils ont aussi salué les allitérations du rappeur comme : « Stomp, push, shove, mosh/Fuck Bush until they bring our troops home ». Ils ajoutent que c'est la preuve qu'on peut associer musique et politique.

## Clip vidéo
Le clip a été censuré durant la campagne électorale. On y retrouve une courte apparition de Lloyd Banks du G-Unit alors que 50 Cent apparait sur un poster. Le clip vidéo tourné en août 2004.

## Sample
Mosh reprend Just Don't Want to be Lonely de Main Ingredient.

## Liste des pistes
CD single
| No | Titre                                                        | Producteur(s)        | Durée |
| -- | ------------------------------------------------------------ | -------------------- | ----- |
| 1. | Mosh (M. Mathers, A. Young, M. Elizondo, M. Batson, C. Pope) | Dr. Dre, Mark Batson | 5:18  |